# Полянское (Саратовская область)
Поля́нское — деревня в Татищевском районе Саратовской области, входит в состав Садовского муниципального образования. Основана в 1937 году.

## География
Деревня находится на расстоянии примерно 21 км (по прямой) к северо-западу от посёлка городского типа Татищево, административного центра района.

### Часовой пояс
Деревня Полянское, как и вся Саратовская область, находится в часовой зоне МСК+1. Смещение применяемого времени относительно UTC составляет +4:00.

## Население
| 2002 | 2010 |
| ---- | ---- |
| 402  | ↘342 |

### Национальный состав
Согласно результатам переписи 2002 года, в национальной структуре населения русские составляли 77 % из 402 чел.